# Liste antiker Ortsnamen und geographischer Bezeichnungen/No
| Lateinischer Name                          | Griechischer Name            | Beschreibung                                     | Heute                                                                | Quellen und Verweise | Lage |
| ------------------------------------------ | ---------------------------- | ------------------------------------------------ | -------------------------------------------------------------------- | -------------------- | ---- |
| Noae                                       |                              |                                                  |                                                                      | Smith;               |      |
| Noarus                                     |                              |                                                  |                                                                      | Smith;               |      |
| Noega                                      |                              |                                                  |                                                                      | Smith;               |      |
| Noela                                      |                              |                                                  |                                                                      | Smith;               |      |
| Noeodunum                                  |                              |                                                  |                                                                      | Smith;               |      |
| Noeomagus                                  |                              |                                                  |                                                                      | Smith;               |      |
| Noes, Noas                                 | Νόης (Noēs)                  | Fluss in Thrakien                                | vielleicht der Ossam in Bulgarien                                    | Smith;               |      |
| Noiodenolex                                |                              |                                                  |                                                                      | Smith;               |      |
| Noiodunum                                  |                              |                                                  |                                                                      | Smith;               |      |
| Nola                                       | Νῶλα (Nōla)                  | Stadt in Kampanien                               |                                                                      | Smith;               |      |
| Norba                                      | Νῶρβα (Nōrba)                | Stadt in Latium                                  | Norma, 20 km nördlich von Latina in Italien                          | Smith;               |      |
| Norosbes                                   |                              |                                                  |                                                                      | Smith;               |      |
| Norossi                                    |                              |                                                  |                                                                      | Smith;               |      |
| Norossus                                   |                              |                                                  |                                                                      | Smith;               |      |
| Nosalene                                   |                              |                                                  |                                                                      | Smith;               |      |
| Notium                                     |                              |                                                  |                                                                      | Smith;               |      |
| Notium                                     |                              |                                                  |                                                                      | Smith;               |      |
| Notium                                     |                              |                                                  |                                                                      | Smith;               |      |
| Nova Augusta                               |                              |                                                  |                                                                      | Smith;               |      |
| Nova Petra                                 |                              | Ort in Gaetulia in Nordafrika                    |                                                                      |                      |      |
| Novae                                      | Νοοῦα (Nooua), Νοβαί (Nobai) | Stadt in Moesia inferior                         | Swischtow in Bulgarien                                               | Smith;               |      |
| Novana                                     |                              |                                                  |                                                                      | Smith;               |      |
| Novantae                                   | Νοουάνται (Noouantai)        | keltischer Stamm in Britannien                   | Siedlungsgebiete in Galloway und Carrick im südwestlichen Schottland | Smith;               |      |
| Novantarum Promontorium                    |                              |                                                  |                                                                      | Smith;               |      |
| Novanus                                    |                              |                                                  |                                                                      | Smith;               |      |
| Novaria                                    |                              |                                                  |                                                                      | Smith;               |      |
| Novas                                      |                              |                                                  |                                                                      | Smith;               |      |
| Novas                                      |                              |                                                  |                                                                      | Smith;               |      |
| Novem Craris                               |                              |                                                  |                                                                      | Smith;               |      |
| Novem Pagi                                 |                              |                                                  |                                                                      | Smith;               |      |
| Novesium, Novaesium                        |                              | römisches Legionslager auf der linken Rheinseite | im Neusser Ortsteil Gnadental                                        | Smith;               |      |
| Novimagus                                  |                              |                                                  |                                                                      | Smith;               |      |
| Noviodunum                                 | Νοουϊοδουνόν (Noouiodounon)  | Stadt der Bituriger                              | Neuvy-sur-Barangeon in Frankreich                                    | Smith (1);           |      |
| Noviodunum                                 | Νοουϊοδουνόν (Noouiodounon)  | Stadt der Haeduer                                | Nevers in Frankreich                                                 | Smith (2);           |      |
| Noviodunum                                 | Νοουϊοδουνόν (Noouiodounon)  | Stadt der Suessionen                             | Soissons in Frankreich                                               | Smith (3);           |      |
| Noviodunum, Colonia Iulia Equestris        | Νοουϊοδουνόν (Noouiodounon)  | Stadt der Helveter                               | Nyon in der Schweiz                                                  | PECS;                |      |
| Noviodunum, Neviodunum                     | Νοουϊοδουνόν (Noouiodounon)  | Stadt in Pannonien                               | Drnovo bei Krško in Slowenien                                        | Smith (1);           |      |
| Noviodunum                                 | Νοουϊοδουνόν (Noouiodounon)  | Stadt in Moesia inferior                         | Isaccea in Rumänien                                                  | PECS; Smith (2);     |      |
| Noviomagus                                 | Νοιόμαγος (Noiomagos)        | Stadt der Biturigen                              |                                                                      | Smith (5);           |      |
| Noviomagus Batavorum                       | Νοιόμαγος (Noiomagos)        | Stadt der Bataver                                | Nijmegen in Gelderland                                               | Smith (3);           |      |
| Noviomagus Cantiacorum                     | Νοιόμαγος (Noiomagos)        | Stadt der Cantiaci                               | vermutlich das heutige Crayford bei London                           |                      |      |
| Noviomagus Lexoviorum                      | Νοιόμαγος (Noiomagos)        | Stadt der Lexovii                                | Lisieux im Departement Calvados in Frankreich                        | Smith (1);           |      |
| Noviomagus Nemetum, Civitas Nemetum        | Νοιόμαγος (Noiomagos)        | Stadt der Nemeter                                | Speyer in Rheinland-Pfalz                                            | Smith (2);           |      |
| Noviomagus Regnorum, Noviomagus Regnensium | Νοιόμαγος (Noiomagos)        | Stadt der Regni                                  | Chichester in West Sussex                                            | Smith;               |      |
| Noviomagus Remorum                         | Νοιόμαγος (Noiomagos)        | Stadt der Remer                                  |                                                                      | Smith (4);           |      |
| Noviomagus Treverorum                      | Νοιόμαγος (Noiomagos)        | Siedlung im Trevererland                         | Neumagen an der Mosel in Rheinland-Pfalz                             | Smith (6);           |      |
| Noviomagus Veromanduorum                   | Νοιόμαγος (Noiomagos)        | Stadt der Viromanduer                            | Noyon im Département Oise                                            | Smith (7);           |      |
| Novioregum                                 |                              |                                                  |                                                                      | Smith;               |      |
| Novium                                     |                              |                                                  |                                                                      | Smith;               |      |
| Novius                                     |                              |                                                  |                                                                      | Smith;               |      |
| Novum Comum                                |                              |                                                  | Como                                                                 | Smith;               |      |